# Keeping Tradition
| Recensione | Giudizio |
| ---------- | -------- |
| AllMusic   |          |

Keeping Tradition è un album di Dee Dee Bridgewater, pubblicato nel 1993 dalla Verve Records.

## Tracce
1. Just One of Those Things (cover) – 2:57 (Cole Porter, June Knight e Charles Walters)
2. Fascinating Rhythm (cover) – 4:08 (George Gershwin ed Ira Gershwin)
3. The Island – 3:43 (Pierre Jacquot e Denise Eileen " Dee Dee Bridgewater " Garrett)
4. Angel Eyes rifacimento – 5:53 (Matt Dennis ed Earl Brent)
5. What Is This Thing Called Love? (cover) – 3:17 (Cole Porter ed Elsie Carlisle)
6. Les Feuilles Mortes (Autumn Leaves) (cover) – 6:51 (Jacques Prévert e Joseph Kosma)
7. I'm a Fool to Want You/I Fall in Love Too Easily – 4:12 (Pierre Jacquot e Denise Eileen Garrett)
8. Lullaby of Birdland (cover) – 7:07 (George Shearing e David Weiss)
9. What a Little Moonlight Can Do (cover) – 3:14 (Harry M. Woods e Billie Holiday)
10. Love Vibrations – 5:41 (Pierre Jacquot e Denise Eileen Garrett)
11. Polka Dots and Moonbeams (Around a Pug-Nosed Dream) – 5:25 (Pierre Jacquot e Denise Eileen Garrett)
12. Sister Sadie – 4:38 (Pierre Jacquot e Dee Dee Bridgewater)